# Vasco Faísca
Vasco Manuel Vilhena Faísca Teixeira (Lisbona, 27 agosto 1980) è un allenatore di calcio ed ex calciatore portoghese, di ruolo difensore.

## Carriera

### Club
Ha iniziato la carriera nello Sporting Lisbona con cui debutta nel campionato portoghese nel 1998. Nel 1999 viene ceduto alla Lourinhanense. Messosi in luce, viene ingaggiato giovanissimo dall'Inter che lo dirotta al Vicenza in prestito con il quale debutta in Serie A. Dopo la retrocessione della squadra berica in Serie B, gioca altri 3 campionati in biancorosso (in comproprietà), diventando uno dei punti fermi della difesa vicentina (82 partite ed un gol).
Nel 2004 dopo il riscatto da parte dell'Inter, ritorna in Portogallo per motivi familiari, dove gioca dapprima nel Académica de Coimbra e successivamente nel Belenenses (22 presenze). Nel gennaio 2007 è stato acquistato dal Padova, dove ritrova il tecnico Mandorlini, che lo aveva già allenato ai tempi del L.R. Vicenza, divenendo pedina fondamentale della difesa patavina. Il 21 giugno 2009 ottiene la promozione in Serie B con il Padova.
Alla fine della sessione di mercato estiva del 2010, dopo tre stagioni in Veneto, Faisca passa all'Ascoli, squadra nella quale fa il suo esordio il 10 ottobre 2010 nella trasferta contro il Vicenza. Nell'estate 2013 dopo la retrocessione in Prima Divisione si trasferisce nella squadra greca del Platanias.
L'8 agosto 2014 torna in Italia al Matera in Lega Pro. Termina la stagione 2014/2015 al 4º posto del girone C di Lega Pro, passa alla fase dei play off e vede la sua squadra eliminata in semifinale, attraverso la lotteria dei rigori.
Il 15 luglio firma un contratto annuale con la Maceratese, neopromossa in Lega Pro. Il 7 novembre seguente segna, con un colpo di testa su assist di Buonaiuto, la prima rete stagionale, in occasione della partita vinta 1-2 contro la Pistoiese. Nel mercato estivo del 2016 firma un contratto con la Virtus Francavilla neo promossa in lega pro.

### Nazionale
È stato a più riprese titolare della nazionale Under-21 portoghese. Nel 2002 ha partecipato all'Europeo Under 21 in Svizzera.

### Allenatore
Nella stagione 2018/19 diventa vice allenatore dell'União Desportiva Vilafranquense, militante nel Campeonato de Portugal, terzo livello portoghese di calcio.
Il 5 febbraio 2019 assume la carica di allenatore della squadra dell'Olhanense, venendo poi confermato anche per la stagione successiva

## Statistiche

### Presenze e reti nei club
| Stagione          | Squadra            | Campionato        | Campionato | Campionato | Coppe nazionali | Coppe nazionali | Coppe nazionali | Coppe europee | Coppe europee | Coppe europee | Altre coppe | Altre coppe | Altre coppe | Totale | Totale |
| Stagione          | Squadra            | Comp              | Pres       | Reti       | Comp            | Pres            | Reti            | Comp          | Pres          | Reti          | Comp        | Pres        | Reti        | Pres   | Reti   |
| ----------------- | ------------------ | ----------------- | ---------- | ---------- | --------------- | --------------- | --------------- | ------------- | ------------- | ------------- | ----------- | ----------- | ----------- | ------ | ------ |
| 2000-2001         | Vicenza            | A                 | 1          | 0          | CI              | 0               | 0               | -             | -             | -             | -           | -           | -           | 1      | 0      |
| 2001-2002         | Vicenza            | B                 | 17         | 0          | CI              | 1               | 0               | -             | -             | -             | -           | -           | -           | 18     | 0      |
| 2002-2003         | Vicenza            | B                 | 30         | 0          | CI              | 4               | 0               | -             | -             | -             | -           | -           | -           | 34     | 0      |
| 2003-2004         | Vicenza            | B                 | 34         | 1          | CI              | 1               | 0               | -             | -             | -             | -           | -           | -           | 35     | 1      |
| Totale Vicenza    | Totale Vicenza     | Totale Vicenza    | 82         | 1          |                 | 6               | 0               |               | -             | -             |             | -           | -           | 88     | 1      |
| 2004-2005         | Académica          | PL                | 30         | 0          | CP              | 0               | 0               | -             | -             | -             | -           | -           | -           | 30     | 0      |
| 2005-2006         | Belenenses         | PL                | 20         | 0          | CP              | 1               | 0               | -             | -             | -             | -           | -           | -           | 21     | 0      |
| 2006-gen. 2007    | Belenenses         | PL                | 2          | 0          | CP              | 1               | 0               | -             | -             | -             | -           | -           | -           | 3      | 0      |
| Totale Belenenses | Totale Belenenses  | Totale Belenenses | 22         | 0          |                 | 2               | 0               |               | -             | -             |             | -           | -           | 24     | 0      |
| gen.-giu. 2007    | Padova             | C1                | 13         | 0          | CI-C            | 0               | 0               | -             | -             | -             | -           | -           | -           | 13     | 0      |
| 2007-2008         | Padova             | C1                | 27         | 0          | CI-C            | 0               | 0               | -             | -             | -             | -           | -           | -           | 27     | 0      |
| 2008-2009         | Padova             | 1D                | 32+4       | 0          | CI+CI-LP        | 4+0             | 0               | -             | -             | -             | -           | -           | -           | 40     | 0      |
| 2009-2010         | Padova             | B                 | 32+2       | 0          | CI              | 0               | 0               | -             | -             | -             | -           | -           | -           | 34     | 0      |
| Totale Padova     | Totale Padova      | Totale Padova     | 104+6      | 0          |                 | 4               | 0               |               | -             | -             |             | -           | -           | 114    | 0      |
| 2010-2011         | Ascoli             | B                 | 33         | 2          | CI              | 1               | 0               | -             | -             | -             | -           | -           | -           | 34     | 2      |
| 2011-2012         | Ascoli             | B                 | 41         | 0          | CI              | 2               | 0               | -             | -             | -             | -           | -           | -           | 43     | 0      |
| 2012-2013         | Ascoli             | B                 | 38         | 1          | CI              | 2               | 0               | -             | -             | -             | -           | -           | -           | 40     | 1      |
| Totale Ascoli     | Totale Ascoli      | Totale Ascoli     | 112        | 3          |                 | 5               | 0               |               | -             | -             |             | -           | -           | 117    | 3      |
| 2013-2014         | Platanias          | SL                | 26         | 1          | CG              | 1               | 0               | -             | -             | -             | -           | -           | -           | 27     | 1      |
| 2014-2015         | Matera             | LP                | 25+3       | 0          | CI-LP           | 3               | 0               | -             | -             | -             | -           | -           | -           | 31     | 0      |
| 2015-2016         | Maceratese         | LP                | 34+1       | 1          | CI-LP           | 2               | 0               | -             | -             | -             | -           | -           | -           | 37     | 1      |
| 2016-2017         | Virtus Francavilla | LP                | 18         | 0          | CI-LP           | 2               | 0               | -             | -             | -             | -           | -           | -           | 20     | 0      |
| Totale carriera   | Totale carriera    | Totale carriera   | 463        | 6          |                 | 25              | 0               |               | -             | -             |             | -           | -           | 488    | 6      |